# Maximoto

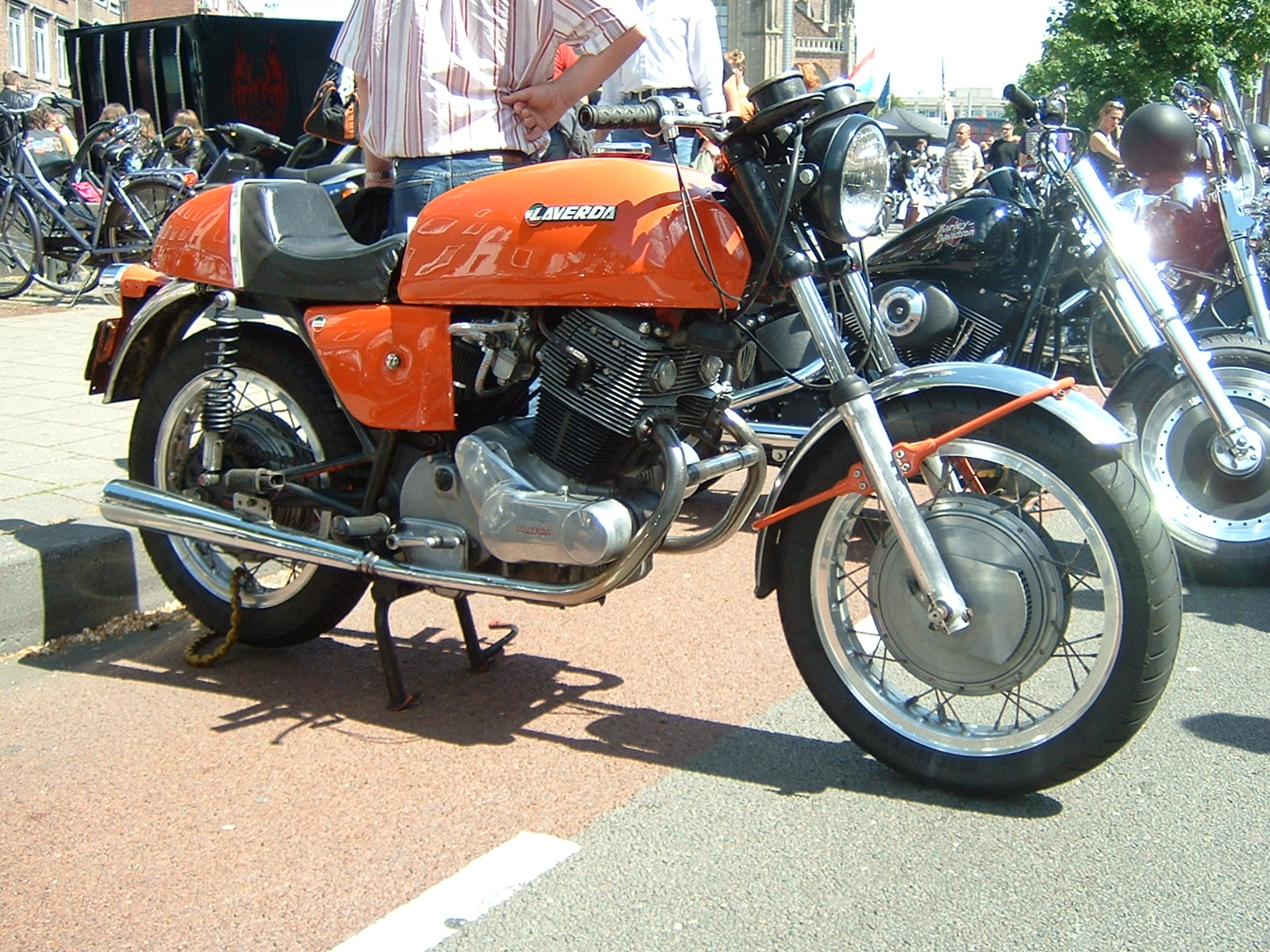
La Laverda 750 SF, una delle più diffuse maximoto degli anni '60 e '70

Vengono generalmente indicate come maximoto o maxi-moto le motociclette con cilindrate superiori ai 650 cm³. 
Il termine che definisce la specifica categoria commerciale, è entrato nell'uso comune durante la prima metà degli anni settanta, quando le case motociclistiche europee e nipponiche iniziarono a proporre congiuntamente modelli di punta della gamma produttiva con cilindrata pari a 750 cm³, superando il limite dei 500 cm³, normalmente rispettato dalle principali case, fino agli anni cinquanta e di 650 cm³, mantenuto fino alla seconda metà degli anni sessanta; queste ultime venivano indicate come "moto pesanti".
La definizione "maximoto" è rimasta invariata anche per le successive evoluzioni in aumento delle cilindrate motociclistiche.
Tra le prime maximoto che si affacciarono sul mercato mondiale, occorre ricordare la Moto Guzzi V7 700, la Norton Commando, la Honda CB 750 Four e la Laverda 3C 1000.